# Reyer Venezia 1991-1992
Questa voce raccoglie le informazioni riguardanti la Reyer Venezia nelle competizioni ufficiali della stagione 1991-1992

## Stagione
La Reyer Venezia gioca con sponsor Scaini in questa stagione e conclude il campionato di serie A2 finendo al sesto posto su 16 squadre. La società viene quindi ammessa ai playout nel girone verde dove finisce al secondo posto e guadagna la promozione in serie A1.

## Roster
- Mark Hughes
- Massimo Guerra
- Ricky Blanton
- Umberto Coppari
- Jeff Martin
- Fabio Ferraretti
- Sergio Mastroianni
- Fabrizio Valente
- Giuseppe Natali
- Andrea Meneghin
- Paolo Vazzoler
- Franco Binotto
- Nicola Barbiero
- Francesco Bubacco
- Mario Guerrasio[1]
- Allenatore: Mario De Sisti[2]
- Vice allenatore: